# Samir Joubran
Samir Joubran (en arabe : سمير جبران), né en 1973 à Nazareth en Galilée en Israël, est un célèbre oudiste palestinien, membre fondateur du Trio Joubran qu'il crée avec ses frères en 2004.

## Biographie
Issu d'une famille de luthiers palestiniens possédant la nationalité israélienne, Samir Joubran commence sa carrière de soliste au milieu des années 1990 comme joueur de oud en pratiquant une musique traditionnelle basée sur le maqâms agrémentée de compositions personnelles et d'improvisations. Il collabore notamment avec poète Mahmoud Darwish.
Il enregistre son premier album en 1996, puis va s'orienter peu à peu dans un premier temps vers une carrière en duo avec son frère luthier Wissam Joubran, puis en trio avec le benjamin Adnan, en formant en 2004 Le Trio Joubran. Depuis la carrière internationale de l'ensemble, dont Samir Joubran est le chef de file, a connu un remarquable succès avec des concerts dans les salles les plus prestigieuses comme le Carnegie Hall de New York.

## Discographie
Discographie solo
- 1996 : Taqassim
- 2001 : Sou'Fahm

Discographie du Trio Joubran